# David Norris (ski de fond)
Pour les articles homonymes, voir David Norris et Norris.
David Norris est un fondeur américain, né le 12 décembre 1990.

## Biographie
S'entraînant au club de l'université de l'Alaska Pacific, il court ses premières compétitions officielles en 2007 et fait ses débuts avec l'équipe nationale aux Championnats du monde junior d'Hinterzarten en 2010. En 2011, il est notamment troisième du quinze kilomètres classique aux Championnats des États-Unis, tandis qu'en 2012, il signe son premier succès dans l'US Super Tour lors d'un sprint à Craftsbury.
En fin d'année 2012, il est invité à prendre part à sa première course en Coupe du monde au quinze kilomètres classique de Canmore (48e).
Il doit attendre 2016 pour sa première victoire importante, remportant l'American Birkebeiner, comptant pour la Coupe de la Worldloppet. En 2017, il inscrit ses premiers points pour la Coupe du monde avec une 27e place sur la poursuite des Finales à Québec.
S'il échoue à se faire sélectionner pour les Jeux olympiques en 2018, faute de résultat en Coupe du monde, il gagne son premier titre national sur le trente kilomètres en janvier 2019, puis pour ses débuts en championnat du monde à Seefeld, il se retrouve vingtième du cinquante kilomètres et neuvième du relais notamment. Il améliore ces résultats avec une seizième place au quinze kilomètres de Falun en Coupe du monde.
En 2020, il prend part à son premier Tour de ski et le termine. Cependant à l'automne, il doit renoncer à de multiples courses en raison d'une infection au virus de la covid-19. Il se rétablit bien et aux Championnats du monde 2021, il atteint deux fois le top vingt en individuel : 17e du skiathlon et 16e du cinquante kilomètres libre. Malgré ces résultats, il ne fait pas partie de l'équipe nationale pour la saison suivante et ne reçoit donc pas de soutien financier, même s'il travaille en tant que comptable en dehors de sa carrière sportive.
Il est en couple avec la fondeuse Jessica Yeaton.

## Palmarès

### Championnats du monde
| Épreuve / Édition        | Sprint                           | Sprint                           | 15 km                            | 15 km                            | Skiathlon 2 × 15 km | 50 km | Relais | Relais    |
| Épreuve / Édition        | libre                            | classique                        | libre                            | classique                        | Skiathlon 2 × 15 km | 50 km | Sprint | 4 × 10 km |
| Mondiaux 2019 Seefeld    | -                                | Épreuve inexistante à cette date | Épreuve inexistante à cette date | -                                | 36e                 | 20e   | -      | 9e        |
| Mondiaux 2021 Oberstdorf | Épreuve inexistante à cette date | -                                | 34e                              | Épreuve inexistante à cette date | 17e                 | 16e   | -      | 8e        |

Légende :
- : pas d'épreuve
- — : Non disputée par Norris

### Coupe du monde
- Meilleur classement général : 85e en 2020.
- Meilleur résultat individuel : 16e.

#### Classements détaillés
| Saison / Épreuve | Saison / Épreuve | Général | Général | Distance | Distance | Sprint | Sprint |
| Saison / Épreuve | Saison / Épreuve | Class.  | Points  | Class.   | Points   | Class. | Points |
| ---------------- | ---------------- | ------- | ------- | -------- | -------- | ------ | ------ |
| 2017             | 2017             | 105e    | 4       | 108e     | 4        | -      | -      |
| 2019             | 2019             | 107e    | 22      | 69e      | 22       | -      | -      |
| 2020             | 2020             | 85e     | 31      | 60e      | 21       | -      | -      |
| 2021             | 2021             | 102e    | 14      | 66e      | 14       | -      | -      |

### Championnats des États-Unis
- Champion sur le trente kilomètres libre en 2019.